# ميغيل رودريغيز (ممثل)
ميغيل رودريغيز هو عارض وممثل فلبيني، ولد في 23 نوفمبر 1961 بمانيلا في الفلبين، وتوفي في 14 فبراير 1997 بلاس بيناس في الفلبين بسبب التهاب البنكرياس.

## وصلات خارجية
- ميغيل رودريغيز على موقع IMDb (الإنجليزية)
- ميغيل رودريغيز على موقع قاعدة بيانات الفيلم (الإنجليزية)